# 前田拓哉 (アナウンサー)
前田拓哉（まえだ たくや、1988年8月9日 - ）は、テレビ大阪 (TVO) のアナウンサー。元山形テレビアナウンサー。

## 経歴
大阪府寝屋川市出身。大阪市立高等学校（現在の大阪府立いちりつ高等学校）を経て関西学院大学を卒業した。高校ではバレーボール部に所属し、大学でもバレーボールサークルに所属した。2012年、山形テレビに入社し、2018年にテレビ大阪へ移籍した。

## エピソード
- 愛犬家。
- 趣味は料理、スポーツ観戦、食べ歩き。
- 小学3年から空手を始めてから2年で黒帯（初段）になる[3]。
- テレビ大阪のYouTubeチャンネル企画で「ベンチプレスで100キロを挙げる」にチャレンジし2カ月のトレーニングを経て目標をクリアした（指導・監修：谷本道哉順天堂大学スポーツ健康科学部先任准教授（当時））[3]。

## 担当番組
- やさしいニュース（ニュースキャスター兼リポーター）
- サキガケ！エンタメ情報
- 日経スペシャル もしものマネー道 もしマネ（ナレーション）
- 片っ端から喫茶店（2023年1月、7月、11月：いずれもナジャ・グランディーバと共演[4]）